# Anopheles nilgiricus
Anopheles nilgiricus är en tvåvingeart som beskrevs av Samuel Rickard Christophers 1924. Anopheles nilgiricus ingår i släktet Anopheles och familjen stickmyggor. Inga underarter finns listade i Catalogue of Life.